# Olivia Palermo
Olivia Palermo (New York, 28 febbraio 1986) è un'attrice e modella statunitense.
Ha fatto parte del cast del reality show The City.

## Biografia
È figlia di Douglas Palermo, un ricco costruttore immobiliare di origini siciliane, e della interior designer Lynn Hutchings. È cresciuta tra L'Upper East Side di New York e Greenwich, nel Connecticut. A New York ha frequentato la prestigiosa Nightingale-Bamford School e in seguito si è diplomata alla St. Luke's School nel Connecticut, nella quale ha fatto parte della squadra di hockey su prato. Ha frequentato l'American University of Paris per un anno e ha studiato comunicazione alla The New School di New York.
Ha partecipato al reality-show The City, di MTV, che racconta della vita quotidiana e delle relazioni di Whitney Port. 
Nel 2010 è stata eletta “new queen of street style” da Asos ed è diventata testimonial di Hogan. Dal 2015 è international style ambassador di  MAX&Co.
Nel 2014 sposa il modello tedesco Johannes Huebl.